# Bulgarische Eishockeyliga 1965/66
Die Saison 1965/66 war die 14. Spielzeit der bulgarischen Eishockeyliga, der höchsten bulgarischen Eishockeyspielklasse. Meister wurde zum insgesamt dritten Mal in der Vereinsgeschichte der HK ZSKA Sofia.

## Modus
Der Erstplatzierte der Hauptrunde wurde Meister.

## Hauptrunde
|     | Klub               |
| --- | ------------------ |
| 1.  | HK ZSKA Sofia      |
| 2.  | HK Metalurg Pernik |
| 3.  | HK Lewski Sofia    |
| 4.  | Lokomotive Sofia   |
| 5.  | HK Slawia Sofia    |
| 6.  | Spartak Sofia      |
| 7.  | Septemwri Sofia    |
| 8.  | Akademik Sofia     |
| 9.  | Sredets Sofia      |
| 10. | Dunaw Russe        |

Sp = Spiele, S = Siege, U = unentschieden, N = Niederlagen, OTS = Overtime-Siege, OTN = Overtime-Niederlage, SOS = Penalty-Siege, SON = Penalty-Niederlage